# Podarcis atrata
La lagartija de Columbretes (Podarcis atrata) es una especie  de reptil escamoso  de la familia Lacertidae endémica de las Islas Columbretes (Castellón, España).

## Descripción
El rango de tamaños más común entre los machos varía entre 4,2 y 5,9 centímetros de la punta del morro a la cloaca, aunque algunos individuos pueden alcanzar los 6,5 cm. Las hembras, más pequeñas y gráciles, miden de 4,1 a 5,7 cm. La cola puede llegar a alcanzar hasta 10 centímetros, prácticamente el doble que el resto del cuerpo. Al igual que en otros reptiles emparentados, parte de ésta se desprende y mueve frenéticamente cuando es atrapada por un depredador, permitiendo escapar a la lagartija. Además de en el tamaño y la corpulencia, los machos se diferencian de las hembras por su cabeza masiva, triangular y de escamas más marcadas, así como en la mayor longitud de las patas, sobre todo las traseras.
El color y dibujo de la piel varía enormemente de una zona a otra e incluso entre individuos de una misma población. Por lo general es pardo-verdoso, a veces rojizo en la zona de la espalda, cuello y cabeza. En estos lugares pueden aparecer moteaduras o retículas, algo característico de los machos. Predomina la presencia de bandas laterales, especialmente en las hembras, entre las que destacan dos gruesas y oscuras que pueden ir perfiladas por otras amarillentas más delgadas. El pecho, aplanado, es de color amarillento y presenta menos escamas ventrales en machos (25-30) que en hembras (28-36). La cola también posee un rango de colores enormemente variable (pardo, verdoso, rojizo, amarillento o incluso azulada característica propia de los ejemplares juveniles), pudiendo ser uniforme, con dos colores distintos o incluso con manchas oscuras alineadas a todo lo largo de la misma.

## Hábitat
La lagartija de Columbretes abunda con mayor frecuencia en terrenos rocosos o pedregosos, donde cuenta de forma simultánea con plataformas donde tomar el sol y refugios donde esconderse en caso de peligro.
Los ejemplares de esta especie no hibernan realmente, sino que se mantienen activos la mayor parte del año. Sólo la existencia de episodios realmente fríos en el invierno pueden forzarlos a no abandonar sus refugios durante un tiempo. 
Depreda sobre todo insectos y arácnidos de menos de 25 mm de longitud, tanto en tierra como sobre los árboles.

## Reproducción
La época de celo se produce entre marzo y junio, época en que resultan más visibles. Los machos se vuelven más activos y pelean entre sí, tratando de mantener alejados a sus competidores de las hembras. Tras asegurarse de su triunfo, el vencedor protagoniza unas cópulas que pueden llegar a durar una hora, aunque generalmente son más breves.
A lo largo de estos meses, las hembras realizan varias puestas que oscilan entre 1 y 5 huevos que se incuban con el calor del ambiente entre 40 y 80 días. Las crías nacen con el cuerpo pardo y la cola verde-azulada, de aspecto muy similar. La madurez sexual no llega hasta el segundo año de vida, cuando rondan los 4'5 centímetros.

## Distribución
Las poblaciones de esta especie se encuentran aisladas en cuatro islotes de reducida superficie (Lobo: 0,5 ha, Mancolibre, 1 ha, Foradas, 1,6 ha, Columbrete grande, 12 ha). En la isla Columbrete grande se asienta la mayor densidad de la especie 1000 individuos/ha, en el resto es más reducida. La especie y su hábitat están protegidos desde la creación del parque natural de las Islas Columbretes en 1998.

## Taxonomía en revisión
Recientemente se ha elevado a especie distinta de P. hispanica, aunque aun está pendiente de aceptación.

## Amenazas
Al tratarse del lacértido con menor área de distribución de Europa, su mayor amenaza radica en la destrucción de su hábitat, riesgo de hibridación, y posible depredación por gatos y ratas introducidas en los islotes.